# Maître de Jeanne de France
Ne doit pas être confondu avec Maître de Jeanne de Laval.
Le Maître de Jeanne de France désigne par convention un enlumineur actif à Tours entre 1460 et 1480. Il doit son nom à un manuscrit du Des cas des nobles hommes et femmes auquel il a contribué et destiné à Jeanne de France (1435-1482), duchesse de Bourbon. Sa main a été identifiée au sein de 14 manuscrits au total. Il est influencé à la fois par Jean Fouquet auprès de qui il a sans doute été formé et par le style du Maître de Jouvenel.

## Éléments biographiques

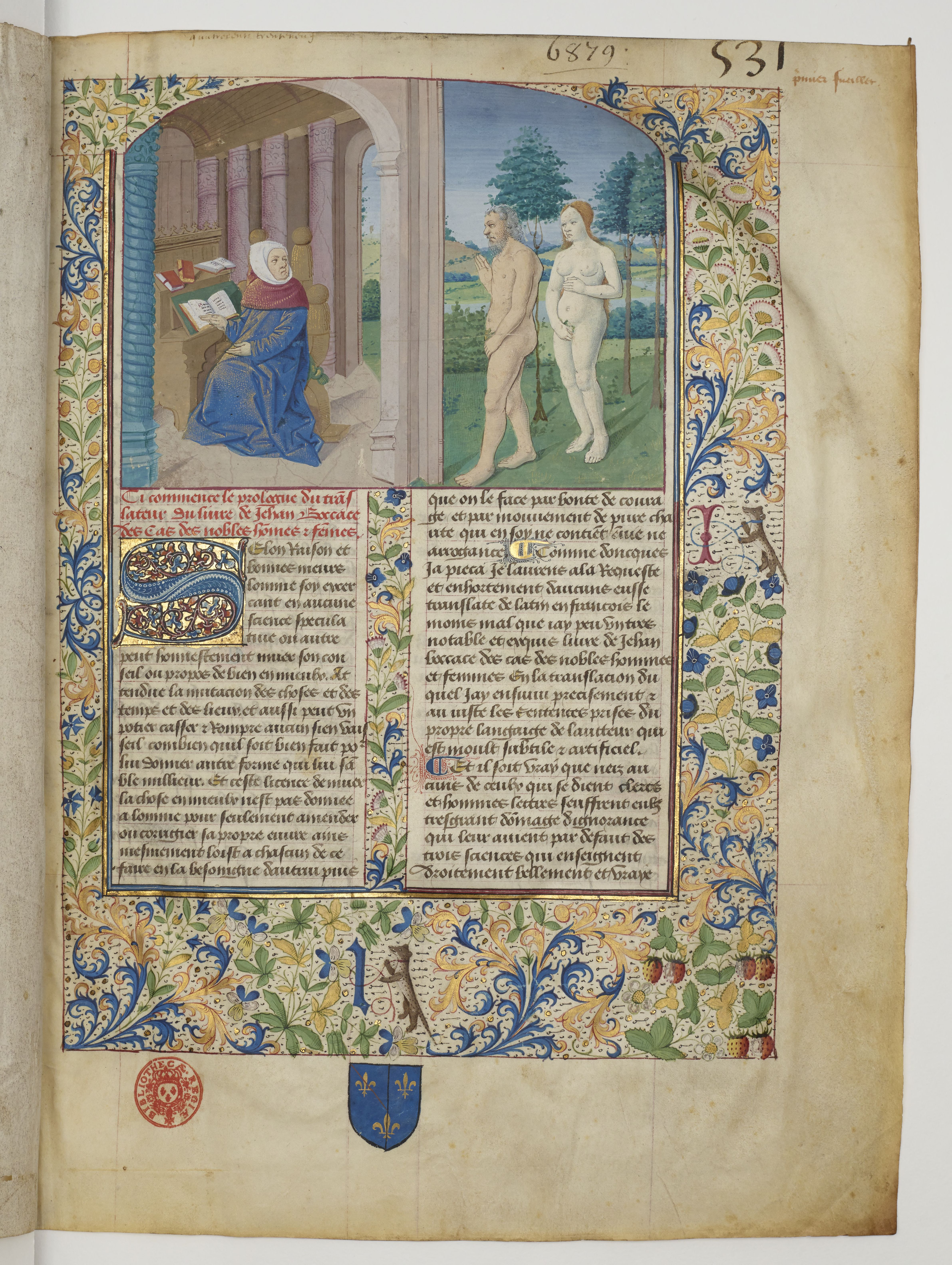
Frontispice du manuscrit de Boccace destiné à Jeanne de France, BNF, Fr.227, f.1r.

Les éléments de la vie et du style de ce maître anonyme ont été définis par l'historien de l'art Samuel Gras en 2012. Il s'agit d'un des premiers disciples du peintre tourangeau Jean Fouquet. Il en réutilise les compositions et le style, et il collabore à plusieurs reprises avec un autre disciple de Fouquet : le Maître du Missel de Yale, identifié récemment à Guillaume Piqueau. Il est cependant difficile de dire s'il a travaillé au sein d'un seul atelier ou de plusieurs car ses commanditaires sont situés aussi bien en Bretagne que dans le Bourbonnais.
La composition des miniatures du maître montrent aussi une influence du groupe Jouvenel, autrement dit les artistes actifs autour du Maître de Jouvenel, installé probablement à Angers à cette époque. Il s'agit du patron de l'atelier lui-même, mais aussi du Maître du Boccace de Genève et d'autres. Il collabore avec eux à plusieurs manuscrits et réutilise plusieurs de leurs compositions.

## Éléments stylistiques
Son style est simple, les attitudes de ses personnages rigides et ses paysages sont sommairement élaborés, lointainement inspirés de ceux de Fouquet. Les couleurs qu'il utilise sont moins claires que celles du Maître du Missel de Yale, privilégiant le bleu, rose, rouge, vert, blanc et or. Il joue sur les contrastes mais sans opposition brusque. Les visages de personnages, souvent ronds, sont nettement dessinés, le nez oblong et les lèvres épaisses.

## Œuvres attribuées

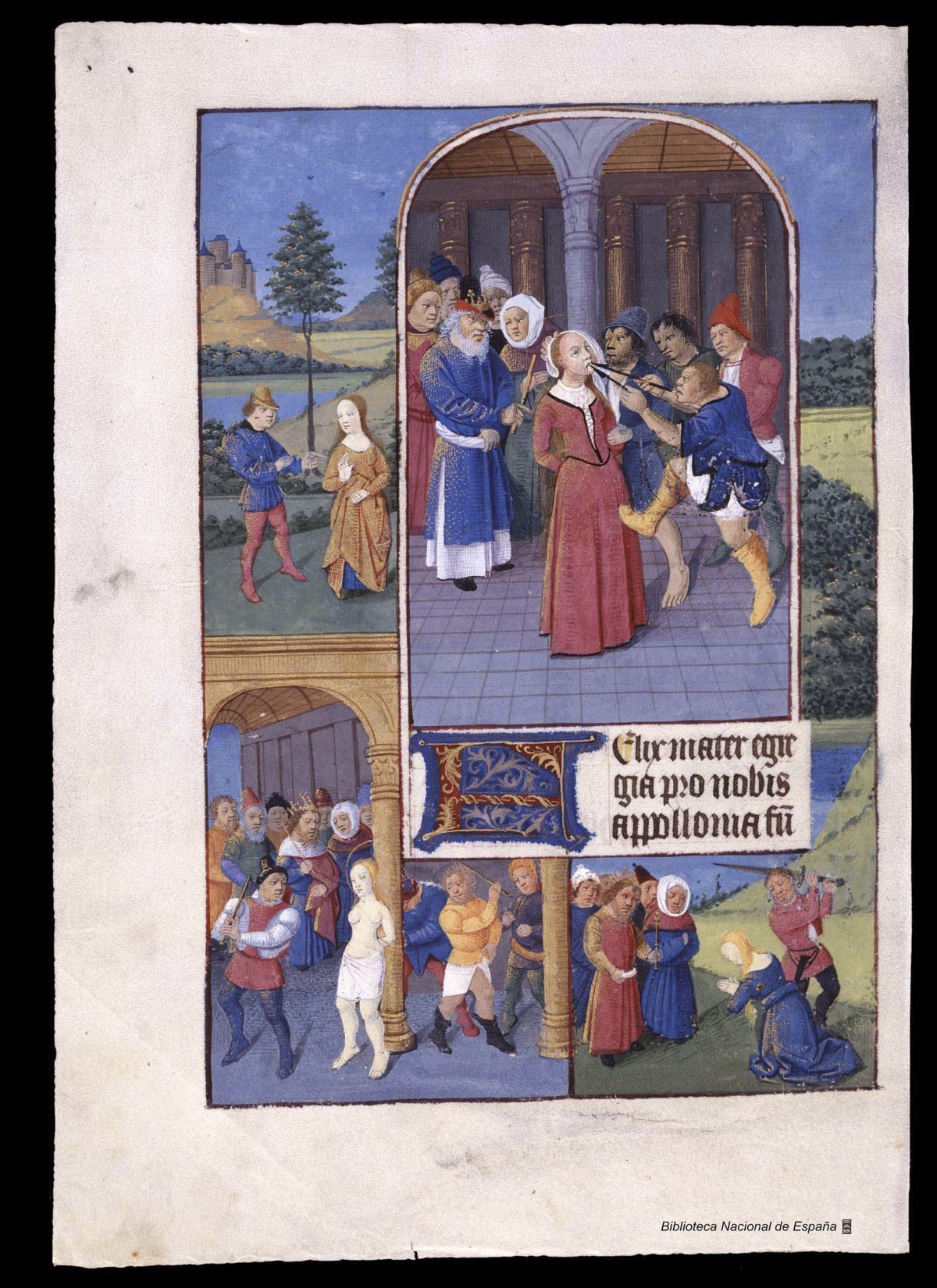
Le martyr de sainte Apolline, livre d'heures, Bibliothèque nationale d'Espagne.

Quatorze manuscrits lui sont attribués au total selon la liste établie en 2015 par Samuel Gras :
- Un manuscrit Des cas des nobles hommes et femmes de Boccace traduit par Laurent de Premierfait, 1468, 10 miniatures, BNF, Fr.227[5]
- Heures dites de Marie Stuart, vers 1460-1465, en collaboration avec le Maître d'Adélaïde de Savoie, le Maître du Boccace de Genève, le Maître du Smith-Lesouëf 30 et le dernier maître du Mare historiarum de Jouvenel des Ursins, démembré et partagé entre Bibliothèque nationale de France, Lat.1405[6] (2 miniatures du maître) et coll. particulière, passé en vente chez Heribert Tenschert (catalogue 2013, t. 2, n° 24, p. 478-522) (15 miniatures)
- Livre de prières, 1465-1470, British Library, Harley 5764[7]
- Livre d'heures à l'usage de Rome (Libro de horas de los retablos), 2 miniatures (Sainte Marguerite et sainte Apolline), en collaboration avec un autre artiste anonyme, 1465-1470, Bibliothèque nationale d'Espagne, Vitr/25-3[8]
- Livre d'heures à l'usage de Rome, une quinzaine de miniatures, en collaboration avec le Maître d'Adélaïde de Savoie, le Maître du Walters 222 et l'artiste anonyme du livre d'heures de Madrid, vers 1465-1470, Musée Calouste-Gulbenkian, Lisbonne, L.A. 135
- Jouvencel de Jean de Bueil, vers 1470, 3 miniatures, BNF, Fr.24381[9]
- Heures d'Olivier de Coëtivy, à l'usage de Rome, en collaboration avec le Maître du Missel de Yale, Huntington Library, San Marino (Californie), HM 1143[10]
- Statuts de l'ordre de Saint-Michel, pour Jean II de Bourbon, après août 1469, 1 lettrine historiée, BNF, Fr.5745[11] et second exemplaire pour Jean, bâtard d'Armagnac, après août 1469, 1 lettrine historiée, BNF, Fr.2905[12]
- Missel à l'usage de Saint-Martin de Tours, vers 1475-1480, 2 miniatures bibliothèque municipale de Tours, Ms.194[13]
- Livre des anges de Francesc Eiximenis, vers 1475-1480, 5 miniatures, BL, Sloane 3049[14]
- Missel du couvent des Carmes de Nantes, 4 miniatures du maître (f.103v, 104, 219, 229), complément de la décoration (après une première campagne datée vers 1450 notamment par le Maître d'Isabelle Stuart), commandé par François II de Bretagne, Marguerite et Pierre de Foix, en collaboration avec l'atelier du Maître de Jouvenel, bibliothèque de l'université de Princeton, Garrett MS 40[15]
- L'Instruction d'un jeune prince d'Hugues de Lannoy, vers 1475-1480, 3 miniatures, Walters Art Museum, Baltimore, W.308[16]